# Rohtangpas
De Rohtangpas, soms ook wel Rohtang La genoemd is een bergpas in de Indiase Himalaya, in de deelstaat Himachal Pradesh. De pas verbindt de Kulluvallei met Lahaul.
De naam Rohtang betekent "lijkenstapel", vanwege de gevaarlijke stukken waar de weg boven afgronden loopt. Omdat de zuidkant van de pasweg aan de loefzijde van de Grote Himalaya ligt, valt er vaak regen en sneeuw, wat de conditie van de pasweg kan verslechteren. Dit maakt de Rohtangpas gevaarlijker dan de veel hogere paswegen verder noordelijk in de Himalaya. Een andere reden waarom de pas gevaarlijk is is de grote hoeveelheid verkeer in vergelijking met andere passen over de Himalaya.
De pas vormt (vanaf Leh gerekend) het laatste deel van de Leh-Manali Highway. Vanaf Manali (op 2625 m) in de Kulluvallei loopt de weg omhoog door het dal van de Beas. Aan het einde van dit dal gaat de weg met een serie haarspeldbochten de berg op tot de pas. Op de pas zelf staat een tempeltje (bij de bron van de Beas) en een aantal restaurantjes en winkeltjes, de laatsten vanwege de grote aantallen Indiase toeristen die hier sneeuw komen bekijken. Daarna slingert de weg de helling af tot aan Gramphu (3200 m) in de Lahaulvallei. Vanaf Gramphu kan de Leh-Manali Highway verder gevolgd worden naar Keylong, en naar het oosten de Kunzum La naar Spiti.
De pas vormt een verbinding tussen de groene, voornamelijk Hindoe Kulluvallei en de drogere, voornamelijk Tibetaans boeddhistische dalen ten noorden van de Grote Himalayaketen.